# Bečice (district de České Budějovice)
Pour les articles homonymes, voir Bečice.
Bečice  (en allemand : Betschitz) est une commune du district de České Budějovice, dans la région de Bohême-du-Sud, en République tchèque. Sa population s'élevait à 104 habitants en 2023.

## Géographie
Bečice se trouve à 6 km à l'est de Týn nad Vltavou, à 27 km au nord de České Budějovice et à 96 km au sud de Prague.
La commune est limitée par Čenkov u Bechyně et Záhoří au nord, par Žimutice à l'est et au sud, et par Dobšice et Žimutice à l'ouest.

## Histoire
La première mention écrite du village date de 1396.

## Transports
Par la route, Bečice se trouve à 6,4 km de Týn nad Vltavou, à 36 km de České Budějovice et à 123 km de Prague.